# F-01F
ドコモ スマートフォン ARROWS NX F-01F（ドコモ スマートフォン アローズ エヌエックス エフゼロイチエフ）は、富士通によって開発された、NTTドコモの第3.9世代移動通信システム（Xi）と第3世代移動通信システム（FOMA）のデュアルモード端末である。ドコモ スマートフォン（第2期）のひとつ。

## 概要
F-06Eの後継機種だが、画面サイズが5.2インチから5インチに縮小していたり、ストレージ容量が64GBから半分の32GBに減っている。また、カメラ画素数も1630万画素から1310万画素となっている。
液晶は新たにソニーが開発したWhiteMagic（ジャパンディスプレイの商標）を採用しており、スマートフォン最高クラスを誇る最大輝度800カンデラを実現し、晴天の屋外でも明るく見やすい上に、画面の明るさがいちばん明るい状態でも、一般的なTFT液晶に比べて、消費電力を約45%抑えることができる。また、バッテリー容量もF-06Eと比べて約6％アップの3200mAhに増量しており、充電なしで約3日間の駆動が可能となっている。省電力機能でもある「NX!エコ」は「しっかり」、「やんわり」、「オリジナル」といった3つのモードがあり、利用状況にあわせて電池を長持ちすることができる。さらに必要なパフォーマンスに応じてCPUのコアやクロック数を最適化する機能も備えている。
カメラは1310万画素で、ソニー製の裏面照射積層型CMOSセンサー「Exmor RS for mobile」を搭載。これにより高感度・低ノイズ化を実現し、暗い場所や夜景での撮影が一段と強化した。さらに富士通セミコンダクターが新たに開発した画像処理エンジン「GRANVU」（「Milbeaut Mobile」後継）を採用。自然な色合いと精彩感を再現するとともに、どんなシーンでも鮮明に撮影することができる。また撮影時レンズの向きに合わせてすばやくピントを調整し被写体を捉える「クイックフォーカス」にも対応している。
指紋センサーが従来の四角型から丸型に変更されているほか、本体色と同色のカラーリングが施されている。スイッチを押してから認証するまでの時間も短縮し、素早く起動することが可能である。
本体デザインはラウンドフォルムを採用しており、先代機種と比べてみてもより持ちやすい設計になっている。サイドキーには「リアルマテリアル」に加え、ボディの背面には「ダイヤモンドタフコート」を施している。またUSB端子はキャップレス防水に対応した。
なお、赤外線通信ポートがmicroSDカードスロットやmicroSIMカードスロットと同じく、本体上部の防水キャップ内にあるため、赤外線通信を使用する際にはこのキャップを外す必要がある。またワンセグ・フルセグ・NOTTV視聴の際は、イヤホンジャックに付属の「アンテナ付イヤホンケーブル F01」を装着する必要がある。
F-06Eが、防水・防塵対応だったのに対し、防水のみの対応となっている。
卓上ホルダは付属しないため、「シアターモード」には非対応であるが、イヤホンを差し込むと音楽や動画の再生に適したモードである「イヤホンランチャー」が搭載されている。
キャッチコピーは「ストレスフリーの心地良さ。省電力WhiteMagic搭載3日持ちスマホ。」、または「ヒューマンセントリックエンジンが実現する省電力。ドコモスマートフォン史上、最高クラスのバッテリー持ち。」である。

## 搭載アプリ
Playミュージック
YouTube
Playストア
Google
Google+
Google設定
電卓
電話
メール
Gmail
テレビ
カメラ
Twitter
設定
Playゲーム

## 主な機能
| 主な対応サービス                                | 主な対応サービス                         | 主な対応サービス                     | 主な対応サービス                                                  |
| ----------------------------------------------- | ---------------------------------------- | ------------------------------------ | ----------------------------------------------------------------- |
| タッチパネル/加速度センサー                     | Xi/FOMAハイスピード                      | Bluetooth                            | DCMX/おサイフケータイ/NFC/かざしてリンク/赤外線/トルカ            |
| ワンセグ/フルセグ/モバキャス                    | メロディコール                           | テザリング                           | WiFi IEEE802.11a/b/g/n/ac                                         |
| GPS                                             | ドコモメール/電話帳バックアップ          | デコメール/デコメ絵文字/デコメアニメ | iチャネル                                                         |
| エリアメール/ソフトウェアーアップデート自動更新 | デジタルオーディオプレーヤー(WMA・MP3他) | GSM/3Gローミング(WORLD WING)         | フルブラウザ/Flash Player                                         |
| Google Play/dメニュー/dマーケット               | Gmail/Google Talk/YouTube/Picasa         | バーコードリーダ/名刺リーダ          | ドコモ地図ナビ/ドコモ ドライブネット/Google Maps/ストリートビュー |

## 歴史
- 2013年10月10日 - NTTドコモより発表・事前予約開始。
- 2013年10月24日 - 発売開始[8]。
- 2014年6月26日 - Android 4.4バージョンアップ対象機種に選定される。
- 2014年9月29日 - 『オリコン顧客満足度ランキング　携帯端末』総合第1位に選ばれた[9]。

## アップデート・不具合など
2013年11月26日のアップデート（機能バージョンアップロード）
- 機能バージョンアップ
  - [docomo ID」認証の本格導入対応
    - 端末にdocomo IDを設定することが可能。docomo IDを端末に設定することで、対応するサービスアプリ[11]でのdocomo ID入力が不要になる。
    - Wi-Fiオプションパスワードがdocomo IDに統合[12]

  - 端末を紛失した際などに、パソコン（My docomo）から回線を指定して、遠隔操作で端末初期化およびSDカードのデータを消去できるサービス「遠隔初期化」に対応
  - 新「ドコモバックアップアプリ」の提供開始
    - SDカードバックアップ対応項目のうち、音楽、ブックマーク、通話履歴、ユーザ辞書について、データ保管BOXへのアップロードが可能となる。
- 不具合修正
  - iDアプリなど「おサイフケータイ」関連のアプリが正常に起動できない場合がある不具合を修正する。
- ビルド番号がV19R43GからV27R56Aになる。

2014年3月27日のアップデート（機能バージョンアップロード）
- 「LTE国際ローミング」の対応

本端末を利用して、海外でLTEの通信が可能になる（本機能対応に伴い、LTEのON/OFF設定を追加）。
- 不具合改善

電源キーを押してもスリープモードから復帰せず、画面が表示されない場合がある不具合を修正する。
- ビルド番号がV27R56AからV30R61Bになる。

2014年9月10日のアップデート
※ソフトウェア更新の対象は、2013年11月26日より提供している機能バージョンアップを実施された携帯電話となる。
- ダッシュボードウィジェットの電池残量情報が更新されない場合がある不具合を修正する。
- ビルド番号がV27R56A、V30R61BからV32R63Cになる。

2014年12月1日のアップデート
※ソフトウェア更新の対象は、2013年11月26日より提供している機能バージョンアップを実施された携帯電話となる。
- 電池残量表示が急激に変化する場合がある不具合を修正する。
- ビルド番号がV27R56A、V30R61B、V32R63CからV33R64Bになる。

2015年2月5日のアップデート（OSバージョンアップ）
※ソフトウェア更新の対象は、2014年12月1日より提供している機能バージョンアップを実施された携帯電話となる。
- Android 4.2からAndroid 4.4にバージョンアップ。
- 絵文字追加
- 非常用節電モードが追加された。
- ビルド番号がV33R64BからV10R22Aになる。